# 1392 Pierre
Az 1392 Pierre (ideiglenes jelöléssel 1936 FO) a Naprendszer kisbolygóövében található aszteroida. Louis Boyer fedezte fel 1936. március 16-án, Algírban.